# توم كونلي (فقيه لغة)
توم كونلي (بالإنجليزية: Tom Conley)‏ هو فقيه لغة أمريكي، ولد في 1943.